# Autoridade de certificação
Em criptografia, Autoridade de Certificação (acrônimo: CA, do inglês Certification Authority, ou AC) é o terceiro confiável que emite um certificado.
Existem Autoridades de Certificação de dois tipos: as Autoridades de Certificação de Raiz (ou Autoridades de Certificação Superiores ou ainda Autoridades de Certificação de Maior Nível), que emitem diretamente os certificados, e as Autoridades de Certificação Intermediárias (ou Autoridades de Certificação Inferiores ou ainda Autoridades de Certificação de Menor Nível), cujos certificados são emitidos indiretamente pelas Autoridades de Certificação de Raiz. Podemos pensar no caminho entre as Autoridades de Certificação de Raiz e o Cliente como uma ramificação, já que existem as Autoridades de Certificação de Raiz, que emitem os certificados para as Autoridades de Certificação Intermediárias, se existirem, até ao Cliente (ou utilizador final) que aplica o certificado.
Caso o certificado não seja emitido por uma Autoridade de Certificação, este é auto-assinado, ou seja, o proprietário ocupa os lugares de Autoridade de Certificação, Autoridade de Registro e Cliente.
Exemplos de Autoridades de Certificação de Raiz são a americana VeriSign, o brasileiro Instituto de Tecnologia da Informação (órgão oficial do governo) ou a britânica Equifax. Exemplos de Autoridades de Certificação Intermediárias são a portuguesa Saphety, a também portuguesa Multicert e as Brasileiras Serasa Experian e a Certisign.